# Deksibuprofen
Dexibuprofen je nesteroidni antiinflamatorni lek. On je aktivni dekstrorotatorni enantiomer ibuprofena. Većina ibuprofenskih formulacija sadrži racemsku smešu deksibuprofen (+)-iboprofena i (−)-ibuprofena.

## Spoljašnje veze
|  | Molimo Vas, obratite pažnju na važno upozorenje u vezi sa temama iz oblasti medicine (zdravlja). |